# Аш-Шейх-Саад
Аш-Шейх-Саад (англ. al-Shaykh Saad, араб. الشيخ سعد) — поселення в Сирії, що складає невеличку друзьку общину в нохії Нава, яка входить до складу мінтаки Ізра в південній сирійській мухафазі Дара.